# Stenichneumon maculitarsis
Stenichneumon maculitarsis är en stekelart som först beskrevs av Cameron 1903.  Stenichneumon maculitarsis ingår i släktet Stenichneumon och familjen brokparasitsteklar. Inga underarter finns listade i Catalogue of Life.